# Druja
Druja (vitryska: Друя) är en agropolis i Belarus.   Den ligger i voblasten Vitsebsks voblast, i den norra delen av landet, 210 km norr om huvudstaden Minsk. Druja ligger 110 meter över havet och antalet invånare är 1 149.

## Natur och klimat
Terrängen runt Druja är huvudsakligen platt. Druja ligger nere i en dal. Runt Druja är det glesbefolkat, med 17 invånare per kvadratkilometer.. Det finns inga andra samhällen i närheten. 
Omgivningarna runt Druja är en mosaik av jordbruksmark och naturlig växtlighet.